# ピーター・アレン
ピーター・アレン（Peter Allen、1944年2月10日 - 1992年6月18日）は、オーストラリア・ニューサウスウェールズ州テンタフィールド出身のシンガーソングライター。出生名は、ピーター・リチャード・ウルナフ（Peter Richard Woolnough）。

## 来歴・人物
16歳で友人とコンビを結成。主にテレビ出演等で活動する。20歳の時に香港で公演中に、ジュディ・ガーランドの目にとまり彼女のショーの前座に抜擢される。ジュディの娘のライザ・ミネリと1967年に結婚するが1970年春に別居し、1974年7月に正式離婚した。 
1974年、ジェフ・バリーと共作した「愛の告白（I Honestly Love You)」をオリビア・ニュートン＝ジョンが歌って大ヒットした。
1980年の映画『ミスター・アーサー』の主題歌「ニューヨーク・シティ・セレナーデ」（Arthur's Theme (Best That You Can Do)」で、バート・バカラック、キャロル・ベイヤー・セイガー、クリストファー・クロスとともにアカデミー歌曲賞を受賞した。。その他、カンタス航空のTVCMに採用された「I Still Call Australia Home」、メリサ・マンチェスターやリタ・クーリッジが歌った「あなたしか見えない（Don't Cry Out Loud）」などが知られる。 同年にアルバム『バイ・コースタル』をリリースする。
1992年6月18日、エイズによる合併症のためカリフォルニア州で死去。48歳没。

### 『ザ・ボーイ・フロム・オズ』
1998年、アレンの生涯を描いたミュージカル『ザ・ボーイ・フロム・オズ』がオーストラリアで上演される。2003年にはブロードウェイで上演された。